# Turricaspia meneghiniana
Turricaspia meneghiniana is een slakkensoort uit de familie van de Hydrobiidae. De wetenschappelijke naam van de soort is voor het eerst geldig gepubliceerd in 1865 door Issel.